# Соколик
Соко́лик (латыш. Vanadziņš) — кукольный фильм режиссёра Арнолдса Буровса, снятый в 1978 году. Продолжительность фильма 10 минут. Эстетически самая цельная, одна из самых лаконичных и сильных работ Арнолдса Буровса. Включен в Культурный канон Латвии,.
Сюжет фильма держится на трёх героях — маленьком мальчике Соколике, его товарище по играм, котёнке, и отце-рыбаке.
Техническая составляющая фильма для своего времени была достаточно сложна. Из за ближнего плана съемок, кукольному актёру нужно было соблюсти точную амплитуду движений кукол. В титрах фильма были указаны как управляющий куклами так и мастер кукол.
Включён в Культурный канон Латвии.

## Съемочная группа
Режиссёр Арнолдс Буровс. Авторы сценария Янис Рокпелнис и Арнолдс Буровс, по мотивам рассказа Вилиса Лациса. Художник Гунарс Цилитис, скульптор Илзе Кирштейна. Оператор Петерис Трупс. Композитор Имантс Калныньш.